# Cheilosia vujici
Cheilosia vujici är en tvåvingeart som beskrevs av Claussen 1998. Cheilosia vujici ingår i släktet örtblomflugor, och familjen blomflugor.
Artens utbredningsområde är Italien. Inga underarter finns listade i Catalogue of Life.